# Ostenstraße 2 (Eichstätt)
Das Wohnhaus in der Ostenstraße 2 aus dem 15. Jahrhundert steht in Nähe zur Schutzengelkirche und ist unter Aktennummer D-1-76-123-159 in der Denkmalliste Bayern eingetragen.

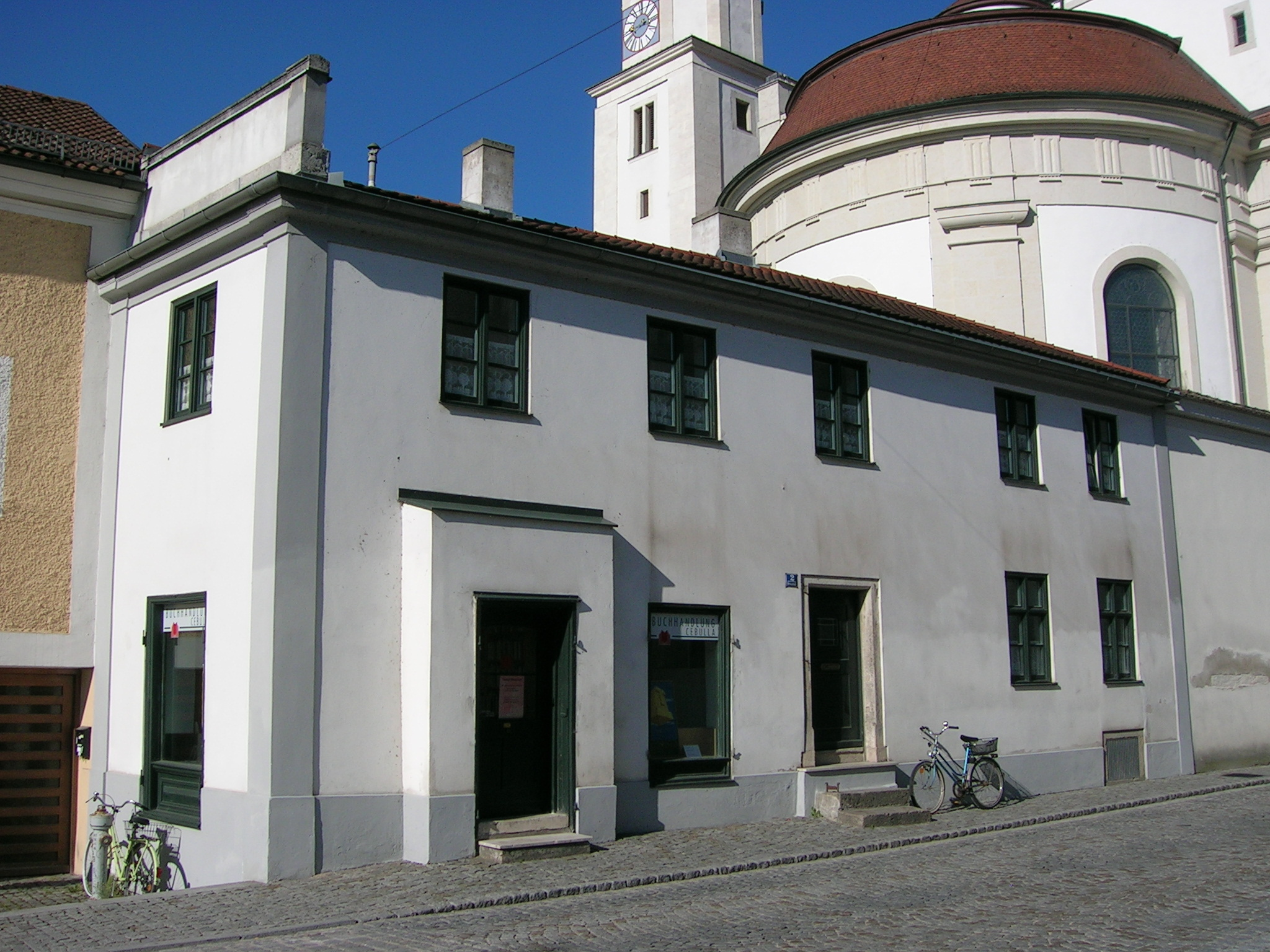
Hauptfassade

## Geschichte und Architektur
Der traufständige Satteldachbau ist zum Teil bis 1876 als Flankenbau im Ostentor integriert gewesen. Im Kern aus dem 15. Jahrhundert und 1718 erneuert, ausgebaut in der Mitte des 19. Jahrhunderts, wurde das Haus 1993 durch Karl-Heinz Schmitz umgebaut und erweitert. Eine Buchhandlung befindet sich im Erdgeschoss.

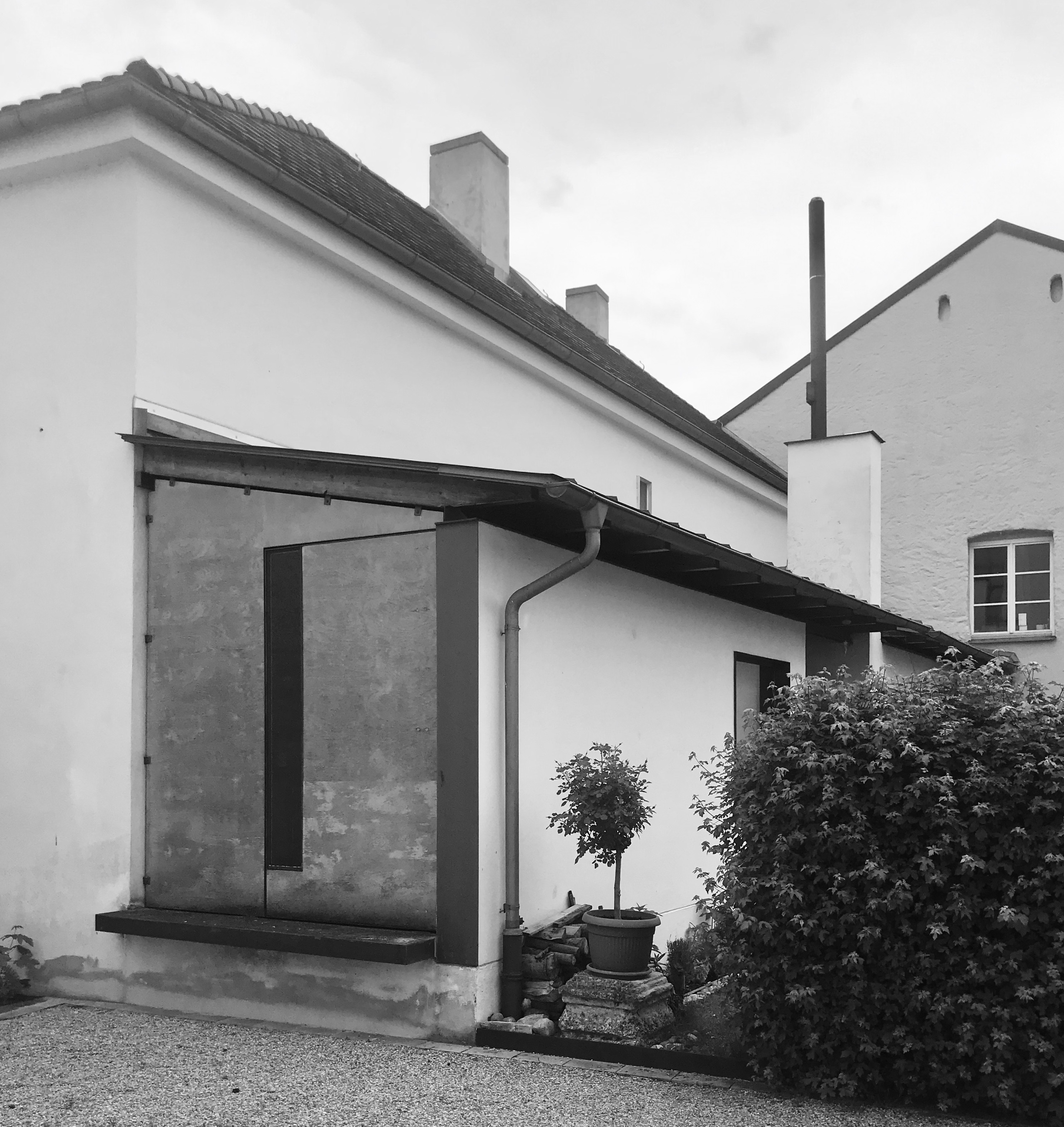
Erweiterungsbau

## Baudenkmal
Das zweigeschossige Haus steht unter Denkmalschutz und ist im Denkmalatlas des Bayerischen Landesamtes für Denkmalpflege und in der Liste der Baudenkmäler in Eichstätt eingetragen.